# Molly of Denali
Molly of Denali este un serial de televiziune animat americano-canadian creat și produs de Atomic Cartoons și WGBH Kids pentru PBS Kids și CBC Television. A avut premiera pe 15 iulie 2019. Pe data de 28 martie 2025 acest serial a fost dublat în limba română pe canalul Minimax, sub titlul Molly din Denali.

## Episoade
| Sezonul | Sezonul | Episoade | Episoade | Premiera TV      | Premiera TV       |
| Sezonul | Sezonul | Episoade | Episoade | Prima transmisie | Ultima transmisie |
| ------- | ------- | -------- | -------- | ---------------- | ----------------- |
|         | 1       | 40       | 40       | 15 iulie 2019    | 7 iunie 2021      |
|         | 2       | 14       | 14       | 1 noiembrie 2021 | 10 octombrie 2022 |
|         | 3       | 15       | 15       | 7 noiembrie 2022 | TBA               |

## Radiodifuziune
- PBS Kids (2019-prezent)
- CBC Kids (2019-prezent)
- Minimax (2025-prezent)

## Distribuție
- Sovereign Bill ca Molly Mabray
- Sequoia Janvier ca Tooey Ookami
- Vienna Leacock ca Trini Mumford
- Jules Koostachin ca Layla Mabray
- Ronnie Dean Harris ca Walter Mabray
- Lorne Cardinal ca Grandpa Nat
- Adeline Potts ca Auntie Midge
- Ellen Kennedy ca Singing Moose și Video Voice
- Luc Roderique ca Daniel și Announcer
- Michelle Thrush ca Shyahtsoo
- Shaun Youngchief ca Mr. Patak